# Jim Beam
Jim Beam er en bourbon-whisky produceret i Clermont, Kentucky, USA af familiefirmaet James B. Beam Distilling Co.